# Матьє II (герцог Лотарингії)
Матьє (Маттеус) II (фр. Matthieu II, нім. Matthias II.; бл. 1193 — 9 лютого 1251) — герцог Лотарингії в 1220—1253 роках.

## Життєпис
Походив з Лотаринзького дому. Другий син Фрідріх II, герцога Лотарингії, та Агнеси де Скарпонн. Народився близько 1193 року. 1213 року помирає батько.
1220 року після смерті старшого брата Теобальда I успадкував Лотаринзьке герцогство. Невдовзі поступився містом Нансі на користь удови брата Гертруди фон Дагбург. Остання заміж за Теобальда I, короля Наварри і графа Шампані, чиїм васалом Матьє II був змушений себе визнати. Вже у 1225 році після смерті Гертруди Матьє II повернув Нансі у власність герцогства. Того ж року пошлюбив представницю Лімбурзького дому.
Зумів відновити гарні стосунки з імператорським двором. 1228 року долучився до Шостого хрестового походу на чолі з імператором Фрідріхом II Гогенштауфеном. У 1229 році приєднався до коаліції графів та герцогів, спрямованої проти Теобальда I, короля Наварри і графа Шампані.
У 1230 Генріх II, граф Бара, граф Гуго II де Водемон і Гарін, єпископ Туля, Феррі, граф Туля, вдерлися до герцогства, де захопили декілька замків та місто П'єрпон. У відповідь Матьє II захопив Музон, сплюндрував частину графства Водемон і зрештою завдав поразок Феррі Тульському в битвах біля Шармі та Фугеролі. Водночас стикнувся з декількома васалами, насамперед Гуго II, графом Люневілля, яких підбурив граф де Бар. У грудні того ж року за посередництва французького короля уклав з Генріхом II де Бар Мелунський договір. Також лотаринзький герцог змусив Гуго II Люневільського обміняти графство на інші землі, завдяки чому Люневільське графство було приєднано до Лотарингії.
1235 року Матьє II брав участь в італійському поході імператора. Вже у 1231 році герцог Лотарингії долучився до союзу Генріха II Барського та міста Мец проти Жана I д'Апремона, єпископа Меца. Ця війна, відома під назвою Війна Друзів, тривала до 1234 року.
У 1245 році Матьє II зрештою уклав мирний договір з новим графом Бара — Теобальдом II. Після відлучення від церкви імператора Фрідріха II 1247 року перейшов на бік Папи Римського Інокентія IV.
У січні 1251 році тяжко захворів. Помер у лютому того ж року. Йому спадкував старший син Фрідріх.

## Родина
Дружина — Катерина, донька Валерана III, герцога Лімбурзького.
Діти:
- Фрідріх (1240—1302) — герцог Лотарингії
- Лора — дружина: 1) Жана де Дампьєра, віконта де Труа; 2) Вільгельма де Вержі, сеньйора де Мірабо і де Отре
- Ізабелла (д/н—1266) — дружина: 1) Вільгельма IV де В'єн; 2) Жана I де Шалона, графа Осерського
- Катерина (д/н —після 1255) — дружина Рішара де Монфокона
- Аделіна (до 1251 — бл. 1278) — дружина Людовика I Савойського, барона Во